# (100910) 1998 KR23
(100910) 1998 KR23 es un asteroide perteneciente al cinturón de asteroides, región del sistema solar que se encuentra entre las órbitas de Marte y Júpiter, descubierto el 22 de mayo de 1998 por el equipo del Lincoln Near-Earth Asteroid Research desde el Laboratorio Lincoln, Socorro, Nuevo México, Estados Unidos.

## Designación y nombre
Designado provisionalmente como 1998 KR23. 

## Características orbitales
1998 KR23 está situado a una distancia media del Sol de 2,327 ua, pudiendo alejarse hasta 2,627 ua y acercarse hasta 2,027 ua. Su excentricidad es 0,128 y la inclinación orbital 5,064 grados. Emplea 1296,90 días en completar una órbita alrededor del Sol.

## Características físicas
La magnitud absoluta de 1998 KR23 es 15,6. 